# Craugastor noblei
Craugastor noblei är en groddjursart som först beskrevs av Barbour och Dunn 1921.  Craugastor noblei ingår i släktet Craugastor och familjen Craugastoridae. IUCN kategoriserar arten globalt som livskraftig. Inga underarter finns listade i Catalogue of Life.